# Paul Roberts
Pour les articles homonymes, voir Roberts.
Paul Roberts (né le 31 décembre 1959) fut le second chanteur du groupe des Stranglers à partir l'album Stranglers in the Night datant de 1992. Fan des "étrangleurs" depuis le début de leur carrière, il est arrivé au sein du groupe en connaissant la majeure partie des morceaux par cœur, après avoir rencontré Jean Jacques Burnel dans un restaurant et passé 4 à 5 jours à faire des démos avec eux. Après 15 ans au sein de la formation, Paul Roberts quitte à son tour le navire en bons termes en 2006, pour se consacrer à son projet « Soulsec ».
On peut ajouter que l'une de ses idoles est David Bowie ce qui fait un contraste avec le vieil album des Stranglers de 1977 nommé No More Heroes en réponse au tube de celui que l'on surnomme Ziggy Stardust : "Heroes".
Paul Roberts était le plus jeune des Stranglers, Il a même deux décennies d'écart avec le batteur du groupe : Jet Black, maintenant c'est Baz Warne, plus d'un quart de siècle .